# Chetogena setosaria
Chetogena setosaria là một loài ruồi trong họ Tachinidae.